# SubRip
SubRip är ett freeware-program till Windows som främst används för att kopiera textremsor från DVD-filmer. Programmet använder sig av OCR-teknologi och användarinteraktion för att avgöra vad som står i undertexterna på DVD:n.
Formatet som texterna sparas i är ett helt eget format som är ett av de vanligaste formaten för hobbyöversättare av filmer och har vanligtvis filändelsen .srt. Formatet stöds av de flesta videospelarna som finns idag.
I dagsläget använder även SVT Play formatet med filändelsen .wsrt.

## Historia
Den första versionen av SubRip (0.5 beta) släpptes 3 mars 2000 av en fransk programmerare som kallade sig Brain. Det har fortfarande aldrig släppts en version som inte är en betaversion. Den senaste versionen av Brain är 0.97 beta som släpptes 8 september 2001, efter det slutade han utveckla programmet och släppte programmet under GPL-licensen efter stor efterfrågan från GNU/Linux-användare. Programmet är skrivet i Delphi 5. Den officiella webbplatsen finns inte längre men har arkiverats här.
Bara sju veckor efter att Brain släppte källkoden gjorde två andra programmerare, T.V. Zuggy och Guimli, sin egen vidareutveckling av programmet som de kallade för SubRip 0.98, som även fick en länk på Brains webbplats. Sedan dess har de varit huvudutvecklarna av SubRip som sedan 5 januari 2006 är skrivet i Delphi 2005. Den senaste versionen är 1.50 beta 4. Numera är huvudutvecklaren ai4spam som i oktober 2006 meddelade att han lämnar projektet. Och man kan numera ladda upp undertext med detta format på sina videoklipp på Youtube.

## Formatet
SubRip-formatet är väldigt enkelt upplagt, där en insättning representeras av ett nummer som representerar i vilken ordning den kommer, starttid och sluttid, själva texten och sedan en tom rad:
Insättningsnummer
Starttid → Sluttid
Texten (kan vara flera rader)
Tom rad
De flesta videospelarna (med undantag för exempelvis VLC) hanterar även Unicode och HTML-taggar som <i>, <b> och <font>. Det finns dock ingen officiell specifikation för formatet som säger att de måste stödjas.
I en SubRip-fil kan man utläsa exempelvis:
```
15
00:01:20,000 --> 00:01:24,400
- Hej!
- Hur är läget?

16
00:01:24,600 --> 00:01:27,800
Det är bara bra.

```

Och kursiv skrivs så här:
```
15
00:01:20,000 --> 00:01:24,400
<i>- Hej!</i>
<i>- Hur är läget?</i>

16
00:01:24,600 --> 00:01:27,800
<i>Det är bara bra.</i>

```

## Fotnoter
1. ↑  ”SubRip”. DivX-Digest. 27 februari 2006. http://www.divx-digest.com/software/subrip.html. Läst 16 oktober 2007.